# Heinkel He 178
Heinkel He 178 je bilo prvo reaktivno letalo na svetu. Prvič je poletel 27. avgusta 1939, testni pilot je bil Erich Warsitz. Letalo so pri podjetju Heinkel razvili z lastnimi sredstvi. Enrnstu Heinkelu je idejo o turbinskemu reaktivnem predložil inženir Hans von Ohain. 
Von Ohain je leta 1937 uspešno demonstriral reaktivni motor Heinkel HeS 1. Na He 178 so uporabili motor HeS 3, ki je za gorivo uporabljal dizel. Motor je razvijal okrog 420 kg (440 kN) potiska. Vstopnik je bil v nosu letala. 
He 178 je imel visokonameščena lesena krila, trup pa je bil kovinski. Imel je pristajalno podvozje z repnim kolesom.

## Specifikacije
Splošne karakteristike
- Posadka: 1
- Dolžina: 7,48 m (24 ft 6 in)
- Razpon kril: 7,20 m (23 ft 3 in)
- Višina: 2,10 m (6 ft 10 in)
- Površina kril: 9,1 m² (98 ft²)
- Teža praznega letala: 1620 kg (3572 lb)
- Maks. vzletna teža: 1998 kg (4405 lb)
- Pogon letala: 1 × HeS 3 turboreaktivni motor, 4,4 kN (992 funtov)

 Zmogljivost 
- Maks. hitrost: 598 km/h (380 mph)
- Doseg: 200 km (125 milj)

Oborožitev

brez